# Frederiksværk Provsti
Frederiksværk Provsti er et provsti i Helsingør Stift. Provstiet ligger i Halsnæs Kommune og 
Gribskov Kommune.
Frederiksværk Provsti består af 18 sogne med 21 kirker, fordelt på 13 pastorater.

## Pastorater
| Pastorater i Frederiksværk Provsti | Pastorater i Frederiksværk Provsti | Pastorater i Frederiksværk Provsti |
| ---------------------------------- | ---------------------------------- | ---------------------------------- |
| Blistrup Pastorat                  | Esbønderup-Villingerød Pastorat    | Frederiksværk-Vinderød Pastorat    |
| Gilleleje Pastorat                 | Græsted Pastorat                   | Helsinge-Valby Pastorat            |
| Kregme-Ølsted Pastorat             | Mårum Pastorat                     | Melby Pastorat                     |
| Ramløse-Annisse Pastorat           | Søborg Pastorat                    | Torup Pastorat                     |
| Vejby-Tibirke Pastorat             |                                    |                                    |

## Sogne
| Sogne i Frederiksværk Provsti | Sogne i Frederiksværk Provsti | Sogne i Frederiksværk Provsti |
| ----------------------------- | ----------------------------- | ----------------------------- |
| Annisse Sogn                  | Blistrup Sogn                 | Esbønderup Sogn               |
| Frederiksværk-Vinderød Sogn   | Gilleleje Sogn                | Græsted Sogn                  |
| Helsinge Sogn                 | Kregme Sogn                   | Melby Sogn                    |
| Mårum Sogn                    | Ramløse Sogn                  | Søborg Sogn                   |
| Tibirke Sogn                  | Torup Sogn                    | Valby Sogn                    |
| Vejby Sogn                    | Villingerød Sogn              | Ølsted Sogn                   |